# 51983 Hönig
51983 Hönig è un asteroide della fascia principale. Scoperto nel 2001, presenta un'orbita caratterizzata da un semiasse maggiore pari a 3,9692147 UA e da un'eccentricità di 0,1232175, inclinata di 9,40145° rispetto all'eclittica.
L'asteroide è dedicato all'astronomo tedesco Sebastian Florian Hönig.